# Australutica
Australutica là một chi nhện trong họ Zodariidae.

## Các loài
Các loài trong chi này gồm:
- Australutica africana Jocqué, 2008
- Australutica manifesta Jocqué, 1995
- Australutica moreton Jocqué, 1995 *
- Australutica normanlarseni Jocqué, 2008
- Australutica quaerens Jocqué, 1995
- Australutica xystarches Jocqué, 1995